# Arnold Bode Preis
L'Arnold-Bode-Preis è un premio che viene conferito ad artisti visivi dalla città di Kassel. Il premio di 10.000 euro, che esiste dal 1980, è dedicato ad Arnold Bode, fondatore della rassegna di arte contemporanea Documenta.

## Albo dei vincitori
- 1980 Hannsjörg Voth
- 1981 Mario Merz
- 1982 Gerhard Richter
- 1983 Gerhard Merz
- 1984 Walter Pichler
- 1985 Ulrich Rückriem
- 1986 Rebecca Horn
- 1987 Wolfgang Laib
- 1988 Edward Kienholz
- 1990 Thomas Schütte
- 1992 Reiner Ruthenbeck
- 1994 Olaf Metzel
- 1996 Tony Oursler
- 1997 Richard Hamilton
- 1999 Penny Yassour
- 2001 Stan Douglas
- 2002 Maria Eichhorn
- 2004 Maurizio Cattelan
- 2006 Hans Schabus
- 2007 Romuald Hazoumé
- 2009 Urs Lüthi
- 2011 Goshka Macuga
- 2012 Thomas Bayrle
- 2014 Nairy Baghramian
- 2016 Hiwa K
- 2017 Olu Oguibe